# Phortica longipenis
Phortica longipenis är en tvåvingeart som beskrevs av Chen och Gao 2006. Phortica longipenis ingår i släktet Phortica och familjen daggflugor. Inga underarter finns listade i Catalogue of Life.